# Chionopora tarachodes
Chionopora tarachodes là một loài bướm đêm trong họ Geometridae.